# Bayadera hyalina
Bayadera hyalina – gatunek ważki z rodziny Euphaeidae.